# Semiothisa cretiguttata
Semiothisa cretiguttata är en fjärilsart som beskrevs av Max Joseph Bastelberger 1909. Semiothisa cretiguttata ingår i släktet Semiothisa och familjen mätare. Inga underarter finns listade i Catalogue of Life.